# Max von Gomperz
Max von Gomperz (né le 1er mars 1822 à Brünn, mort le 7 novembre 1913 à Vienne) est un industriel et banquier autrichien.

## Biographie
Max von Gomperz est le fils de Philipp Josua Feibelman Gomperz et Henriette Auspitz. Ses frères et sœurs sont Josephine (qui sera l'épouse de Leopold von Wertheimstein), Julius von Gomperz, Theodor Gomperz et Sophie (qui sera l'épouse d'Eduard von Todesco (de)). Son épouse est sa cousine Louise Auspitz.
Max von Gomperz dirige la Böhmische Westbahn (de) puis, avec son frère Julius, il dirige l'usine textile du grand-père Lazar Auspitz. Il s'installe à Vienne en 1858 où il travaille comme banquier et industriel ayant des intérêts dans l'industrie sucrière. Il est pendant de nombreuses années président du conseil d'administration du Credit Anstalt et associé principal de la banque Philipp Gomperz à Vienne Philipp Gomperz.

## Décorations
- Grand-Croix de l'Ordre de François-Joseph

## Source, notes et références
- (de) Cet article est partiellement ou en totalité issu de l’article de Wikipédia en allemand intitulé « Max von Gomperz » (voir la liste des auteurs).
- (de) Österreichisches Biographisches Lexikon 1815–1950, Band 2, S. 31